# Хосе Ирарагори
Хосе Ирарагори (на испански: José Iraragorri) е испански футболист, нападател.

## Кариера
Играе за Атлетик Билбао между 1929 и 1936 г., като по това време печели Ла лига и Купа на краля 4 пъти.
Кариерата му е прекъсната от испанската гражданска война. Ирарагори заминава за Мексико, където играе за Еускади. След това преминава в Сан Лоренцо де Алмагро в Аржентина, заедно с колегите си баски Исидро Лангара и Анхел Субиета, като прекарва 2 години в Буенос Айрес. Той се завръща в Мексико, за да играе за Реал Клуб Еспаня, преди да се завърне в Испания и Атлетик Билбао от 1946 до 1949 г.
След като се оттегля като футболист на 37 години, той веднага стана треньор на Атлетик, оставайки на поста за следващите три сезона (спечелвайки още една Купа през 1950 г.), той е също треньор на други клубове за кратки периоди.

### Национален отбор
Ирарагори също изиграва 7 мача за националния отбор на Испания, отбелязвайки 1 гол.